# Kacper Szczepaniak
Kacper Szczepaniak (ur. 21 listopada 1990 w Zwierzynie) – polski kolarz przełajowy.

## Kariera
Jego największym dotychczasowym osiągnięciem było drugie miejsce w kategorii młodzieżowej (do lat 23) mistrzostw świata w kolarstwie przełajowym w 2010 roku w Taborze, jednak w marcu 2010 Komisja Antydopingowa Międzynarodowej Federacji Kolarskiej poinformowała o pozytywnym wyniku kontroli antydopingowej u Kacpra i jego brata Pawła, którą przeprowadzono podczas mistrzostw świata w Taborze. Obaj stosowali EPO. Zrezygnowano na wniosek braci z analizy próbek "B". Zawodnik został zdyskwalifikowany na cztery lata i utracił medal.